# 寇臻
寇臻（？—505年4月6日），字仙胜，上谷郡昌平县（今北京市昌平区）人，北魏官员。

## 生平
寇臻虚龄十二岁时父亲去世，寇臻为父亲守丧以孝顺而著称。寇臻轻视钱财重视士人，在魏献文帝拓跋弘末年担任中山郡太守，当时冯熙担任洛州刺史，为政以贪婪暴虐知名，寇臻稍微能附和他，非常得到冯熙的欢心。寇臻之后转任弘农郡太守，因为母亲年老屡次请求辞职，朝廷过了很久才同意。魏孝文帝元宏初年，寇臻为母亲守丧还没结束，因为恒农大盗张烦等人杀害善良的人，朝廷征召寇臻担任都将，与荆州刺史公孙初头等人追击盗贼。寇臻出任振武将军、沘阳镇将，封昌平子，寇臻在沘阳镇声威恩惠为人称道，又升任建威将军、鉴安远府诸军事、郢州刺史。等到魏孝文帝迁都洛阳，郢州成为京师郊区，寇臻转任建忠将军、弘农郡太守，因为受贿被定罪，为御史弹劾，被罢免官职。正始二年岁次乙酉二月壬寅朔十七日戊午（505年4月6日），寇臻在家中去世，朝廷赠予龙骧将军、幽州刺史，谥号威，正始三年三月廿六日（506年5月4日）合葬于洛城西十五里大墓。

## 家族

### 十世祖
- 寇荣，东汉侍中[1]

### 曾祖
- 寇某，西晋武公县县令[1]

### 祖父
- 寇修之，北魏秦州刺史、冯翊哀公[1]

### 父母
- 寇赞，北魏南雍州刺史、河南宣穆公[1]
- 天水杨氏，本州都、别驾杨寿之女[4]

### 兄弟
- 寇元宝，北魏豫州别驾、河南公
- 寇虎皮

### 夫人
- 谯国夏侯氏，本州都夏侯融之女，生五子[1]
- 安定席氏，本州治中席他之女，生四子[1]

### 子女
- 寇祖训，北魏顺阳郡太守
- 寇治，第二子，北魏前将军、金紫光禄大夫、尚书、昌平昭男
- 寇孚，第四子，北魏奉朝请、南阳郡太守[5]
- 寇慰，第五子，北魏冠军府长史[6]
- 寇凭，第七子，北魏本郡功曹、代理高阳县县令[7]
- 寇祖仁，北魏尚书郎
- 寇俊，北周骠骑大将军、开府仪同三司、西安元子
- 寇氏，嫁东魏平广洛三州刺史、恭公辛珍之，追赠昌平县君